# Arduinna
Arduinna (auch: Ardvinna, Ardbinna) war eine weibliche keltische Gottheit des Waldes und Namensgeberin der Ardennen. Der Name ist möglicherweise mit dem irischen ard und kymrischen ardd (beides „hoch“) verwandt. Die Gottheit wird nach  der Interpretatio Romana der römischen Diana zugeordnet, eine mythologische Ähnlichkeit zur Schwarzwald-Göttin Abnoba als Berggottheit wird angenommen.

## Fundorte

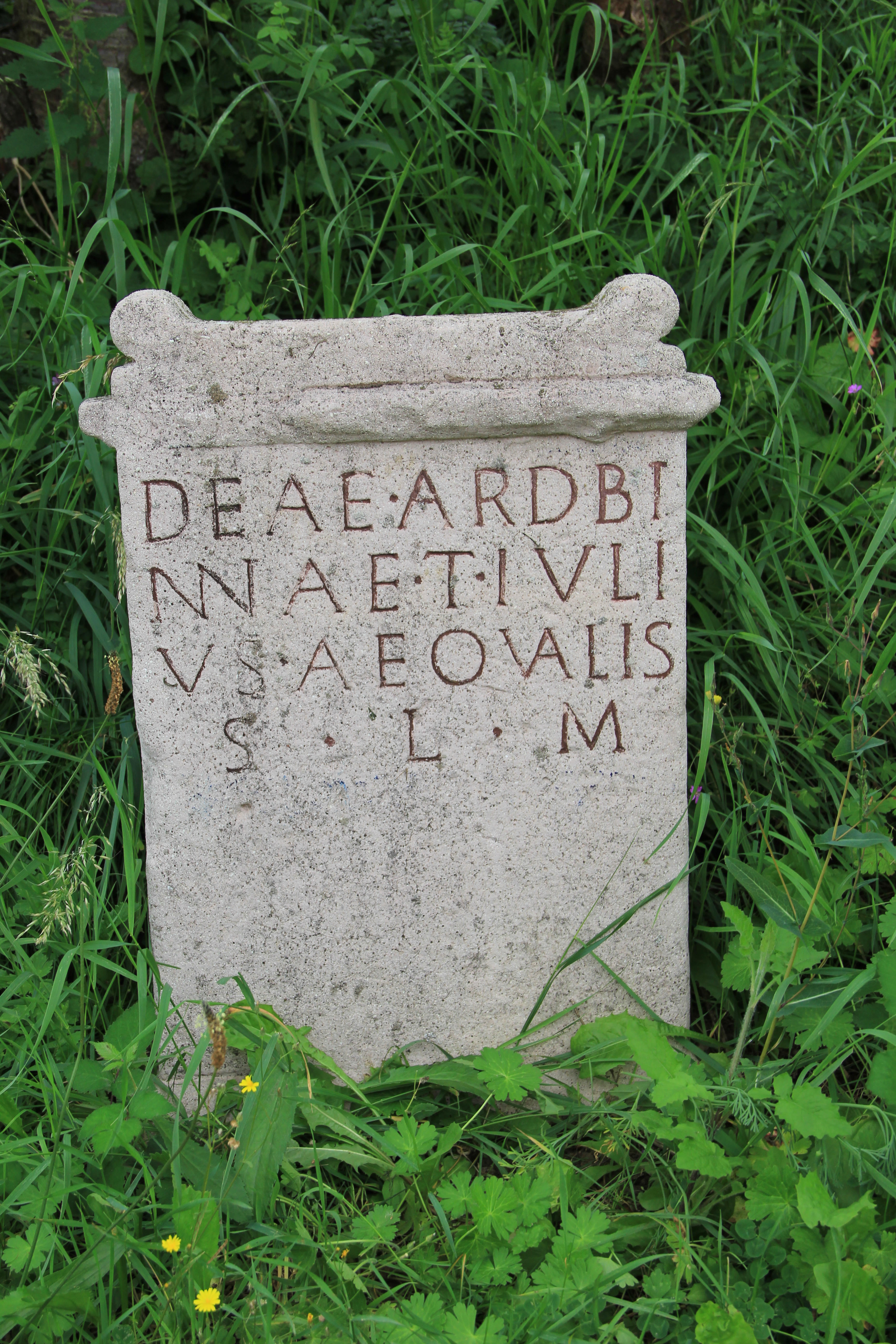
Abguss des 1859 bei Gey gefunden Weihesteins.

Eine Verehrung konnte im nordwestlichen Gallien und den gallo-germanischen Mischzonen im linksrheinischen Gebiet nachgewiesen werden. So wurde 1859 bei Rodungsarbeiten in Gey (Kreis Düren, römische Provinz Germania inferior), an den Abhängen der Eifel, die ursprünglich als Teil der Ardennen verstanden wurden, ein der „Deae Ardbinnae“ gewidmeter Inschriftenstein unbekannter Zeitstellung gefunden (heute im Rheinischen Landesmuseum Bonn). Zu diesem Kontext zählt der Neufund einer Weiheinschrift für eine bisher unbekannte Göttin Ahvardua.
Eine aufgefundene Statuette aus Bronze stellt sie als jugendliche Göttin im Jagdgewand dar, die mit Pfeil und Bogen bewaffnet auf einem Eber reitet. Allerdings ist nicht zweifelsfrei nachgewiesen, ob es sich hierbei tatsächlich um die Göttin handelt. Der genaue Fundort ist unbekannt, die Statue befindet sich heute im Musée des Antiquités Nationales von Saint-Germain-en-Laye.
In Rom ist eine Diana-Statue erhalten, die neben anderen Götternamen mit der Inschrift ARDVINNE versehen ist. Sie wurde von M. Quartinius Sabinus, einem gebürtigen Remer und Gardesoldaten, der Göttin seiner Heimat gewidmet. Die teilweise zerstörte Statue ist falsch ergänzt worden, anhand älterer Abbildungen ist die ursprüngliche Form jedoch noch bekannt. Auch der Name ARDVINNE ist, obwohl einst vorhanden, heute nicht mehr lesbar.